# Le Déclin de l'empire Whiting
Pour l’article homonyme, voir Empire Falls (mini-série).
Le Déclin de l'empire Whiting (en anglais : Empire Falls) est un roman de Richard Russo publié en 2001. Il a obtenu le prix Pulitzer de la fiction en 2002.

## Résumé
Le roman raconte la vie de Miles Roby dans une petite ville ouvrière imaginaire du Maine. La petite ville, qui porte le nom de Empire Falls se trouve au bord de la banqueroute. Miles Roby, au travers des yeux duquel le lecteur voit l'histoire se dérouler, est le gérant de l’Empire Grill. La ville, et une partie de la vie de Miles Roby, est sous l'emprise de la riche famille Whiting propriétaire de nombreuses usines, de terrains et de l'Empire Grill. 
Miles, père célibataire d'une adolescente nommée "Tick", subit les commentaires désagréables de son ex-femme Janine qui est devenue de plus en plus prétentieuse et égoïste au fil de son régime alimentaire et d'exercice physique intense. Ce changement de vie est en grande partie due aux encouragements de son nouveau compagnon Walt Comeau, propriétaire d'un centre de sport local et personnage peu sympathique qui se rend quotidiennement à l'Empire grill et qui s'est installé dans l'ancienne maison de Miles Roby. 
Le roman est structuré autour de la vie de Miles Roby et de flashbacks de son enfance, notamment des vagues souvenirs d'une histoire entre sa mère et un prétendant dont les détails vont permettre à Miles de répondre à des questions qu'il s'est posé toute sa vie. 

## Thématiques
Empire Falls offre un aperçu culturel de la vie dans une petite ville industrielle de la Nouvelle-Angleterre - où le passé est visible et semble avoir une emprise sur le présent.
Les enfants répètent de génération en génération les mêmes erreurs que leurs parents et semblent même prendre les mêmes rôles dans la ville. Et tout comme la mère de Miles, Grace Roby a tenté de rendre la vie de son fils plus significative, Miles souhaite la même chose pour sa fille. 
Les roman de Richard Russo ont toujours pour décor des petites villes de l'Amérique provinciale qui, après avoir connu quelques heures de gloire, souffrent de calamités diverses d’origine économique, parfois écologique, souvent les deux.  La population y végète, hante les bars pour fuir l’ennui, et se résigne à vivre sans réel espoir d’améliorer leur quotidien. Les personnages sont des hommes et des femmes issus de la classe moyenne américaine qui, à force d’être confrontés à une absence d’horizon, au délabrement de leurs cités, sombrent dans la mélancolie et le doute, s'imaginant une vie meilleure, tant sentimentale que professionnelle. 
Richard Russo s'inspire beaucoup de personnages qui ont marqué sa vie. Son père notamment est à la base du personnage de Sully dans Un homme presque parfait, et a également un récit autobiographique intitulé Ailleurs qui concerne sa mère. Richard Russo a lui même grandi dans une petite ville des Etats-Unis, Gloversville dans l'état de New York et sans en y retournant et en se souvenant de sa vie là-bas, protégé, "dans un cocon"qu'il a trouvé le sujet de ses livres : "C’est devenu le grand sujet de mes livres : le cocon et les gens qui y vivent, des gens qui se tuent à la tâche sans jamais prospérer, tout ce qu’ils cachent à leurs enfants pour ne pas les inquiéter. J’y reviens car j’ai réalisé que ce n’était pas seulement une histoire américaine, mais la grande histoire américaine, l’envers du rêve qu’on nous promet. " 

## Adaptation
- 2005 : Empire Falls, série télévisée de Fred Schepisi. La série a été nommée et a gagné de nombreux prix tels que les Primetime Emmy Awards et les Golden Globes Awards. Les différents personnages sont joués par : Ed Harris, Helen Hunt, Philip Seymour Hoffman, Dennis Farina, Joanne Woodward, and Paul Newman (dans son dernier rôle).